# Junior-EM i badminton 2013
Junior-EM i badminton 2013 blev afviklet i Ankara Arena i Ankara i Tyrkiet mellem den 22.-31. marts 2013.

## Medaljetagere
| Event       | Guld                            | Sølv                                | Bronze                                 |
| ----------- | ------------------------------- | ----------------------------------- | -------------------------------------- |
| Herresingle | Fabian Roth                     | Mark Caljouw                        | Matthias Almer                         |
| Herresingle | Fabian Roth                     | Mark Caljouw                        | Rhys Walker                            |
| Damesingle  | Stefani Stoeva                  | Line Kjærsfeldt                     | Neslihan Yiğit                         |
| Damesingle  | Stefani Stoeva                  | Line Kjærsfeldt                     | Delphine Lansac                        |
| Herredouble | Kasper Antonsen Oliver Babic    | Mathias Christiansen David Daugard  | Antoine Lodiot Julien Maio             |
| Herredouble | Kasper Antonsen Oliver Babic    | Mathias Christiansen David Daugard  | Johannes Pistorius Marvin Emil Seidel  |
| Damedouble  | Gabriela Stoeva Stefani Stoeva  | Julie Finne-Ipsen Rikke Søby Hansen | Victoria Dergunova Evgeniya Kosetskaya |
| Damedouble  | Gabriela Stoeva Stefani Stoeva  | Julie Finne-Ipsen Rikke Søby Hansen | Busner Korkmaz Özge Toyran             |
| Mixdouble   | David Daugard Maiken Fruergaard | Robin Tabeling Myke Halkema         | Kasper Antonsen Julie Finne-Ipsen      |
| Mixdouble   | David Daugard Maiken Fruergaard | Robin Tabeling Myke Halkema         | Mark Lamsfuss Franziska Volkmann       |
| Hold        | Danmark                         | Frankrig                            | Holland                                |
| Hold        | Danmark                         | Frankrig                            | Tyskland                               |